# Patelektomia
Patelektomia (łac. patellectomia) – metoda leczenia wieloodłamowego złamania lub zniekształceń stawu kolanowego. Polega na operacyjnym wycięciu rzepki z równoczesnym zrekonstruowaniem stawu kolanowego.

Przeczytaj ostrzeżenie dotyczące informacji medycznych i pokrewnych zamieszczonych w Wikipedii.